# Sarcophaga spilargyra
Sarcophaga spilargyra är en tvåvingeart som först beskrevs av Mario Bezzi 1923.  Sarcophaga spilargyra ingår i släktet Sarcophaga och familjen köttflugor.
Artens utbredningsområde är Seychellerna. Inga underarter finns listade i Catalogue of Life.